# Astronesthes fedorovi
Astronesthes fedorovi is een  straalvinnige vissensoort uit de familie van Stomiidae. De wetenschappelijke naam van de soort is voor het eerst geldig gepubliceerd in 1994 door Parin & Borodulina.